# 格但斯克橋
格但斯克橋（波蘭語：Most Gdański）是波蘭首都華沙市內的一座橫跨維斯瓦河的大橋。長406.5米，寬17米。格但斯克橋開業於1959年，修建耗時三年，是一座鐵路公路兩用橋。格但斯克橋原址曾有一座橋樑，但在二戰中被毀。1997-1998年，格但斯克橋進行了重建。

## 外部連結

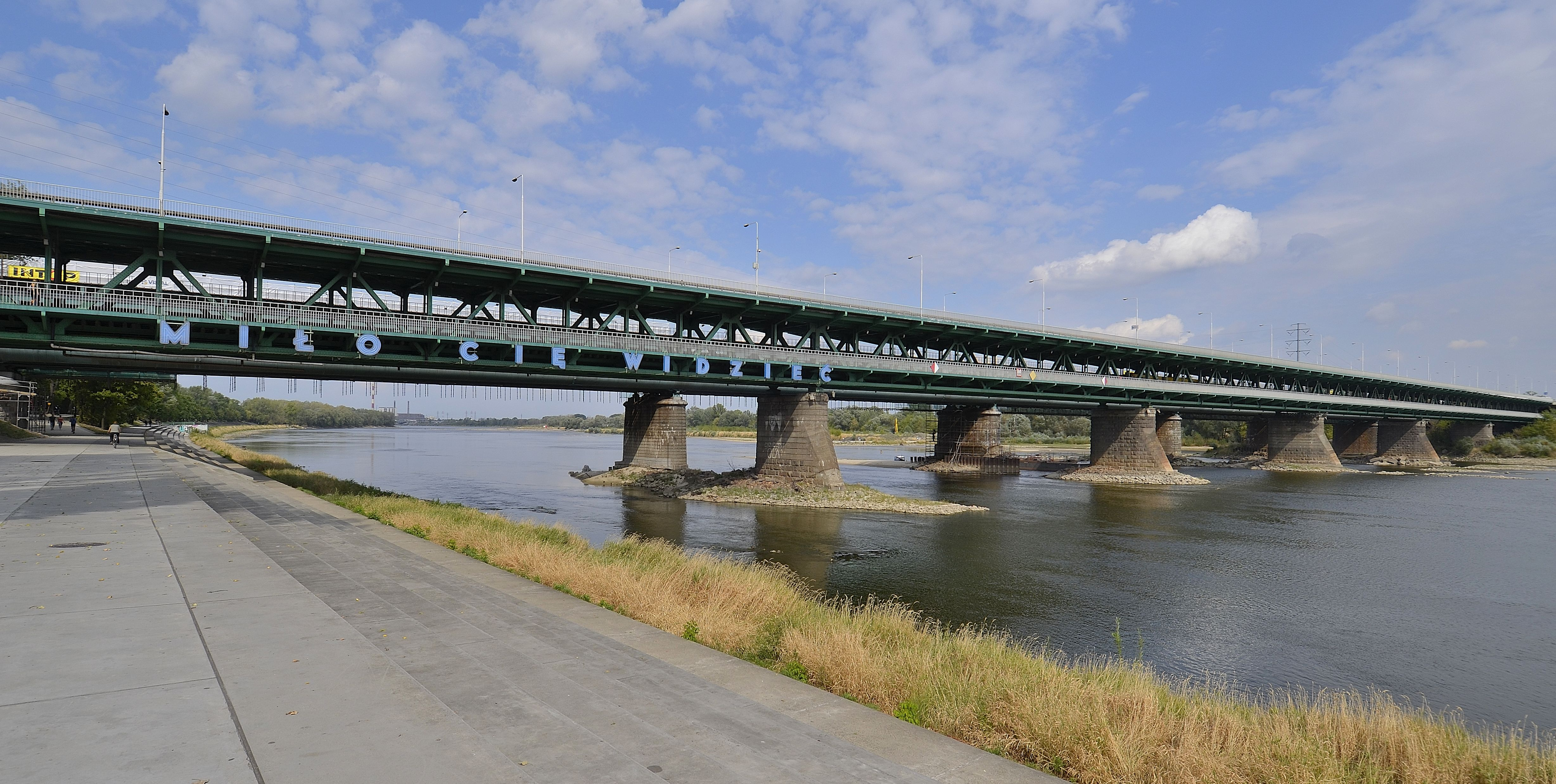
格但斯克橋

- Structurae数据库中Most Gdański的数据

- Entry at MostyPolskie.pl

52°15′38″N 21°00′33″E / 52.26056°N 21.00917°E